# Gurvan-Sajhangebergte
Het Gurvan-Sajhangebergte (Mongools: Гурван Сайхан Уул) is een bergketen gelegen in de ajmag Ömnögovĭ in het zuiden van Mongolië. Het Gurvan-Sajhangebergte bestaat uit drie deelbergketens, Baruun Sajhan Nuruu (Баруун сайхан нуруу), Dund Sajhan Nuruu (Дунд сайхан нуруу) en Züün Sajhan Nuruu (Зүүн сайхан нуруу). De hoogste top bevindt zich in de Dund Sajhan Nuruu, 2.825 meter boven zeeniveau. In het gebergte is bovendien een diepe kloof te vinden, genaamd Am Jolyn, wat "Vallei van de Lammergier" betekent, en dus vernoemd is naar de hier voorkomende lammergier (Gypaetus barbatus). Het oostelijke deel van het berggebied is beschermd en valt onder het Nationaal Park Govĭ Gurvan Sajhan.